# 법곤충학
법곤충학(Forensic entomology) 또는 법의곤충학은 시체에서 발견된 곤충을 이용해 범죄 사건을 해결하는 법의학 분야이다. 여기에는 일반적으로 시체와 관련된 곤충 유형, 각각의 생활 주기, 주어진 환경에서의 생태학적 존재, 분해 진행에 따른 곤충 집합의 변화에 대한 연구가 포함된다. 곤충 천이 패턴은 주어진 곤충 종이 주어진 발달 단계에서 소비하는 시간과 곤충이 주어진 식량원에 도입된 이후 몇 세대가 생산되었는지를 기준으로 식별된다. 날아다니는 곤충이 사망 직후 신체로 유인된다는 사실로 인해 온도 및 증기 밀도와 같은 환경 데이터와 함께 곤충 발달을 사용하여 사망 이후의 시간을 추정하고 사망 후 신체의 가능한 움직임을 결정하며, 사망 전 외상을 결정한다. 사망 조사에 도움이 되는 사후 간격을 식별하는 것이 이 과학 분야의 주요 범위이다. 그러나 법의곤충학은 살인에만 국한되지 않고 방치 및 남용의 경우, 약물 존재를 탐지하기 위한 독성학 관련 상황 및 건조 선반 식품 오염 사고에도 사용되었다. 마찬가지로, 특정 곤충은 특정 지역에 고유할 수 있으므로 신체에 존재하는 곤충 집합을 사용하여 특정 위치를 대략적으로 추정할 수 있다. 따라서 법곤충학은 도시곤충학, 저장제품 곤충학, 의법곤충학/의료범죄곤충학 등 세 가지 하위분야로 나눌 수 있다.